# La catena d'Adone
La catena d'Adone (La cadena de Adonis) es la única ópera que se conserva del compositor italiano Domenico Mazzocchi. Fue un encargo del cardenal Ippolito Aldobrandini y se estrenó en el Palazzo Conti, Roma el 12 de febrero de 1626. El libreto, en un prólogo y cinco actos, es de Ottavio Tronsarelli y se basa en episodios del poema épico Giambattista Marino llamado Adone (1623). 

## Importancia histórica
La catena d'Adone fue un paso importante en el desarrollo de la ópera romana. El límite entre el recitativo y las arias fue haciéndose cada vez más diferenciado en esta obra conforme Mazzocchi intentaba escapar de lo que él consideraba "monotonía" de la ópera florentina.

## Personajes
El prólogo incluye a Apollo (Apolo, tenor) y cíclopes. La ópera en sí tiene papeles para la hechicera Falsirena (soprano); Adone (alto); Plutone (bajo); Venere (soprano); Idonia (soprano) y Arsete (bajo), consejeros de Falsirena; Oraspe (tenor) ; Amore (soprano) ; Eco (alto); ninfas y pastores. En el estreno, Falsirena fue interpretada por el compositor y castrato Loreto Vittori. 

## Sinopsis
En el prólogo, Apolo desciende de las nubes y lamenta que Venus haya abandonado a su esposo, el dios Vulcano enfavor del joven Adonis. En la ópera propiamente dicha (tomada de los Cantos XII y XIII del poema de Marino), Adone tiene que huir del anterior amante de Venus, el dios Marte, y se refugia en la tierra de la hechicera Falsirena, quien se enamora de él. Falsirena lo retiene cautivo en su reino a través de una cadena mágica e invisible. Le pide a Plutón que averigüe quién es el amor de Adonis, luego pretende ser Venus. Pero la auténtica diosa llega, libera a Adois y sujeta a Falsirena a una roca con su propia cadena.

## Grabaciones
- La Catena d'Adone. Scherzi Musicali dirigida por Nicolas Achten, 2010. Sello: Alpha 184